# Скоростная дорога Хэган — Далянь
Скоростная дорога Хэган–Далянь (кит. упр. 鹤岗—大连高速公路, пиньинь Hèdà gāosù gōnglù), часто Скоростная дорога Хэда (кит. упр. 鹤大高速公路), соединяет города Хэган, (Хэйлунцзян) и Далянь, (Ляонин). После завершения строительства её длина составит 1390 км.

## Маршрут
Хэган - Цзямусы - Цзиси - Муданьцзян - Дуньхуа - Байшань- Тунхуа - Даньдун - Далянь